# Église Saint-Antoine de Celles
Pour les articles homonymes, voir Église Saint-Antoine.
L'église Saint-Antoine l'Ermite est l'église paroissiale du village de Pottes dans la commune de Celles, en Belgique. Une démarcation architecturale s'observe entre la tour en pierre bleue et le reste de l'église. Il s'agit d'un édifice néogothique en brique et avec une tour ouest en pierre bleue de style gothique.

## Histoire
La tour, de style gothique, date de 1432 et est construite en pierre bleue de Tournai. Les autres éléments de l'église sont détruits en 1777, provoquant la construction d'une plus grande église. Le 17 juillet 1911, un incendie se déclare, après quoi une nouvelle église est construite en 1912-1913 d'après un projet de P. Clerbaux. La tour est restaurée en 1976-77. 

## Intérieur
Le niveau inférieur de la tour est couvert d'une croisée d'ogives qui s'ouvre vers la nef de deux travées par un grand arc brisé. Dans le chœur, des peintures murales réalisées par G. Trenteseaux (1941) s'apparentent à l'art symboliste. 